# Belozerskij rajon (Oblast' di Vologda)
Il Belozerskij rajon (in russo Белозерский район?) è un rajon dell'Oblast' di Vologda, nella Russia europea; il capoluogo è Belozersk. Istituito il 1º agosto 1924, ricopre una superficie di 5.398 chilometri quadrati ed ospita una popolazione di circa 19.000 abitanti.